# Billy Reid
William Ronald "Bill" Reid, Jr., OBC (Victoria, Colúmbia Britànica 1920-1998) fou un escultor haida, que va estudiar a Gran Bretanya, Canadà i Estats Units. Va il·lustrar nombrosos llibres sobre cultura indígena com Raven's cry (1992), el 1976 fou nomenat doctor honoris causa per la Universitat de Colúmbia Britànica i el 1996 va rebre el premi especial per la seva escultura The Spirit of Haida Gwaii.